# Cantonul Avesnes-sur-Helpe-Sud
Cantonul Avesnes-sur-Helpe-Sud este un canton din arondismentul Avesnes-sur-Helpe, departamentul Nord, regiunea Nord-Pas-de-Calais, Franța.

## Comune
- Avesnelles
- Avesnes-sur-Helpe (Avenne aan de Helpe) (parțial, reședință)
- Beaurepaire-sur-Sambre
- Boulogne-sur-Helpe
- Cartignies
- Étrœungt
- Floyon
- Grand-Fayt
- Haut-Lieu
- Larouillies
- Marbaix (Maarbeke)
- Petit-Fayt
- Rainsars
- Sains-du-Nord